# Rosport
Rosport (Luxemburgs: Rouspert) is een plaats en voormalige gemeente in het Luxemburgse kanton Echternach.

## Sport
Het dorpje heeft ook een eigen voetbalploeg: Victoria Rosport.

## Geschiedenis

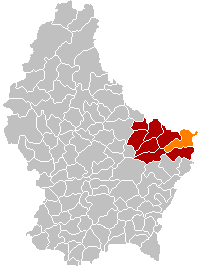
De voormalige gemeente

Tot 1 januari 2018 was Rosport de hoofdplaats van de gelijknamige gemeente met een totale oppervlakte van 29,49 km². Deze telde  2.222 inwoners op 1 januari 2016 en omvatte, naast Rosport zelf, de plaatsen Dickweiler, Girst, Girsterklaus, Hinkel, Osweiler en Steinheim.

### Ontwikkeling van het inwoneraantal
| Jaar                              | 2001  | 2002  | 2003  | 2004  | 2005  | 2007  | 2014  |
| --------------------------------- | ----- | ----- | ----- | ----- | ----- | ----- | ----- |
| Inwoneraantal                     | 1.864 | 1.885 | 1.817 | 1.850 | 1.876 | 1.960 | 2.109 |
| Opmerking: tellingen op 1 januari |       |       |       |       |       |       |       |

## Geboren
- Alfred Steinmetzer (1918-2007), kunstschilder

Born · Boursdorf · Dickweiler · Girst · Girsterklaus · Givenich · Herborn · Hinkel · Lilien · Moersdorf · Mompach · Osweiler · Rosport · Steinheim

Luxemburgse gemeenten · Kanton Echternach · Luxemburg